# 川瀬莉子
川瀬 莉子（かわせ りこ、1996年12月9日 - ）は、日本の女優、元子役、元ジュニアアイドル。愛知県出身。オスカープロモーション所属。

## 概要
小学校低学年のころから河西莉子の芸名で芸能活動を開始。当時はスカイアクターズ東京に所属していたが、2013年現在、プロフィールの掲載はない。愛知県立鳴海高等学校出身。
オスカープロモーションが主催、2018年4月-6月に応募期間を設け、9月27日にザ・キャピトルホテル 東急で開催された「第2回ミス美しい20代コンテスト」に川瀬莉子でエントリー、グランプリを受賞。短大卒業後、地元の自動車関係の会社で働こうと思って就活もしていたが芸能界を諦められず、上京したいと考えていたときにこのコンテストを見つけたのが応募のきっかけだと語っている。

## 作品

### DVD
- 河西莉子 ファーストシー おそと編（2006年11月24日、サイバーピクチャーズ）
- 河西莉子 バージンディズ おうち編（2006年11月24日、サイバーピクチャーズ）
- TREASURE BOX vol.2 河西莉子（2007年2月25日、ユビキタスジャパン）
- 河西莉子 Rido rico（2007年6月22日、サイバーピクチャーズ）[6]
- コスプレDX 河西莉子 10歳（2007年9月28日、渋谷ミュージック）
- 河西莉子 りこたむの本性。（2008年3月7日、渋谷ミュージック）
- U15ジュニアアイドルベストセレクション Vol.1 河西莉子 撮り下ろし付き（2008年8月1日、渋谷ミュージック）
- 河西莉子 12歳のちょっと不思議な日記〜莉子たむの夏休み 上巻編〜（2008年12月5日、映蔵や）
- 河西莉子 12歳のちょっと不思議な日記〜莉子たむの夏休み 下巻編〜（2008年12月5日、映蔵や）

### 写真集
- Puchi Girl Vol.2（2006年9月27日、メディアックス） ※小林万桜、小池凛、さくらゆま、桃瀬なつみ等も掲載
- 河西莉子写真集 picnic（2007年2月25日、オークラ出版）ISBN 978-4-775509-32-6

### デジタル写真集
- 週プレ PHOTO BOOK【デジタル限定】川瀬莉子写真集「キミを見つけてしまった」（2022年5月9日、集英社）[7] [3]

## 出演

### テレビ

#### ドラマ
- 中学生日記（2009 - 2012年、NHK教育） - 川瀬莉子 役
- ドクターX〜外科医・大門未知子〜 第6シリーズ（2019年、テレビ朝日） - 飯野加菜 役
- 先生を消す方程式。（2020年、テレビ朝日） - 早川京子 役[8][9]
- 埼玉の逆襲 THE RETURN OF SAITAMA（2020年、J:COM埼玉）
- シンデレラはオンライン中!（2021年、フジテレビ） - 瀬倉真尋 役
- あのときキスしておけば（2021年、テレビ朝日） - 栗山まりえ 役[10]
- エルピス-希望、あるいは災い-（2022年、関西テレビ・フジテレビ） - 川上美咲 役[11][12][13]
- 天使の耳〜交通警察の夜（2023年、NHK BS4K） - 富田 役
- ハレーションラブ（2023年、テレビ朝日） - 三原椎名 役[14]
- 松本清張ドラマスペシャル 第一夜「顔」（2024年、テレビ朝日） - 伊藤左希 役[15]
- 正直不動産2 第3話（2024年、NHK総合）- 内海 役
- 離婚しない男-サレ夫と悪嫁の騙し愛- 第6話（2024年2月24日、テレビ朝日） - 美里 役
- スパイの人事部 第2話（2024年、CBC） - マリー 役[16]
- GO HOME〜警視庁身元不明人相談室〜（2024年、日本テレビ） - 西本沙耶香 役
- 家政婦クロミは腐った家族を許さない 第1話（2025年1月11日、テレビ東京）

#### バラエティ・情報番組
- 浜ちゃんが!（2020年、読売テレビ）
- メレンゲの気持ち（2021年、日本テレビ）
- 冗談騎士～次世代芸人大集合! サマーユニットコントバトル～（2021年、BSフジ） - アシスタント
- 超逆境クイズバトル!! 99人の壁 ワンピースクイズ王決定戦（2022年、フジテレビ）
- 林修の今、知りたいでしょ!（2023年、テレビ朝日）
- ポツンと一軒家2時間スペシャル（2023年、朝日放送テレビ・テレビ朝日）

### 映画
- 劇場版ほんとうにあった怖い話〜ゾクッ事故物件芸人〜（2025年8月1日）[17]

### CM
- オークラヤ住宅（2023年）[18]